# Martin Lebzelter
Martin Lebzelter (* vor 1492 in Ulm; † 1520 in Basel) war ein deutsch-Schweizer Bildhauer und Bildschnitzer in Basel.

## Leben
Der aus Ulm stammende Martin Lebzelter kaufte 1492 das Bürgerrecht von Basel, wo er fortan tätig war, doch nahm er auch Aufträge aus den umliegenden Gebieten wahr. Erhalten haben sich der Schnitzaltar (1505–1511) für die Stiftskirche Saint-Marcel in Delsberg, für den Lebzelter 240 Gulden erhielt, und die skulptierten Schlusssteine des Chorgewölbes der St.-Leonhards-Kirche in Basel. Weitere Werke, wie etwa 1507 für die Kirche von Glovelier, sind nur urkundlich fassbar. Zugeschrieben werden ihm u. a. ein Flügelrelief mit dem hl. Laurentius aus Rädersdorf (um 1515) sowie das Leuchterweibchen der Basler Gartnerzunft (um 1520). Seine Werkstatt gehörte neben denjenigen von Martin Hoffmann sowie von Jos und Dominicus Gundersheimer (Vater und Sohn) zu den führenden Bildhauerateliers im Basel des frühen 16. Jahrhunderts.

## Werke
- Statuen des Hl. Andreas und Hl. Laurentius. Hauptaltar der Pfarrkirche Delémont, 1508–1510[2]